# Liste bedeutender Kosmologen
Die Liste bedeutender Kosmologen enthält Personen, die wichtige Beiträge zur Kosmologie, der Wissenschaft von der Entwicklung des Kosmos, geleistet haben.

## A–Z
- Hannes Alfvén (Schweden, 1908–1995)
- Ralph Alpher (USA, 1921–2007)
- Sidney van den Bergh (Kanada/Niederlande, * 1929)
- Hermann Bondi (Großbritannien, 1919–2005)
- Geoffrey Burbidge (USA, 1925–2010)
- Brandon Carter (Australien, * 1942)
- Issaak Chalatnikow (Russland, 1919–2021)
- Subrahmanyan Chandrasekhar (USA / Indien, 1910–1995)
- Robert Henry Dicke (USA, 1916–1997)
- Albert Einstein (Deutschland / USA, 1879–1955)
- Wendy Freedman (Kanada, * 1957)
- Alexander Friedmann (Russland, 1888–1925)
- George Gamow (Russland, 1904–1968)
- Thomas Gold (USA, 1920–2004)
- James E. Gunn (USA, * 1938)
- Alan Guth (USA, * 1947)
- Stephen Hawking (Großbritannien, 1942–2018)
- Otto Heckmann (Deutschland, 1901–1983)
- Robert Herman (USA, 1914–1997)
- Fred Hoyle (Großbritannien, 1915–2001)
- Edwin Hubble (USA, 1889–1953)
- Werner Israel (Kanada, 1931–2022)
- Roy Kerr (Neuseeland, * 1934)
- Oskar Klein (Schweden, 1894–1977)
- Lew Landau (Sowjetunion, 1908–1968)
- Abbé Georges Lemaître (Belgien, 1894–1966)
- Jewgeni Lifschiz (Sowjetunion, 1915–1985)
- Andrej Linde (Russland, * 1948)
- Donald Lynden-Bell (Großbritannien, 1935–2018)
- John Cromwell Mather (USA, * 1946)
- Ben Moore (Großbritannien, * 1966)
- Wjatscheslaw Muchanow (Sowjetunion, * 1956)
- Jeremiah P. Ostriker (USA, 1937–2025)
- James Peebles (Kanada, * 1935)
- Roger Penrose (Großbritannien, * 1931)
- Arno Penzias (USA, 1933–2024)
- Saul Perlmutter (USA, * 1959)
- Martin Rees (Großbritannien, * 1942)
- Howard P. Robertson (USA, 1903–1961)
- Michael Rowan-Robinson (Großbritannien, * 1942)
- Vera Rubin (USA, 1928–2016)
- Martin Ryle (Großbritannien, 1918–1984)
- Andrei Sacharow (Sowjetunion, 1921–1989)
- Allan Rex Sandage (USA, 1926–2010)
- Brian P. Schmidt (USA, * 1967)
- David Schramm (USA, 1945–1997)
- Karl Schwarzschild (Deutschland, 1873–1916)
- Dennis W. Sciama (Großbritannien, 1926–1999)
- Jakow Seldowitsch (Sowjetunion, 1914–1987)
- George Smoot (USA, * 1945)
- David Spergel (USA, * 1961)
- Alexei Starobinski (Sowjetunion, 1948–2023)
- Paul Steinhardt (USA, * 1952)
- Rashid Sunyaev (Sowjetunion, * 1943)
- Gustav Andreas Tammann (Deutschland, 1932–2019)
- Neil Turok (Südafrika, * 1958)
- Gérard-Henri de Vaucouleurs (Frankreich/USA, 1918–1995)
- Arthur Geoffrey Walker (Großbritannien, 1909–2001)
- John Archibald Wheeler (USA, 1911–2008)
- Simon White (Großbritannien, * 1951)
- Robert Wilson (USA, * 1936)